# Ałmały
Ałmały (kaz. Алмалы ауданы) – jeden z ośmiu dystryktów Ałmaty, powstały w 1936 roku; ma powierzchnię 18,2 km² i znajduje się w centralnej części miasta. Dystrykt zamieszkuje 215 768 osób.

## Historia
Dystrykt Ałmały powstał w 1936 roku. Początkowo nosił nazwę Rejon Stalina (Stalinski rajon), następnie Dystrykt Sowiecki (Sowiecki rajon). W 2025 roku działało w nim 20 uniwersytetów, 19 szkół średnich, 31 szkół, 21 przedszkoli państwowych i 8 prywatnych, 29 placówek służby zdrowia, 5 muzeów, 8 bibliotek, 2 kina i 5 teatrów.

## Infrastruktura
W granicach dystryktu w 2025 roku znajdowało się między innymi Jezioro Sajran.

## Demografia
W 2019 roku dystrykt był zamieszkiwany przez 215 768 osób, głównie Kazachów, Rosjan i Koreańczyków. Populacja względem grup etnicznych w 2019 roku:

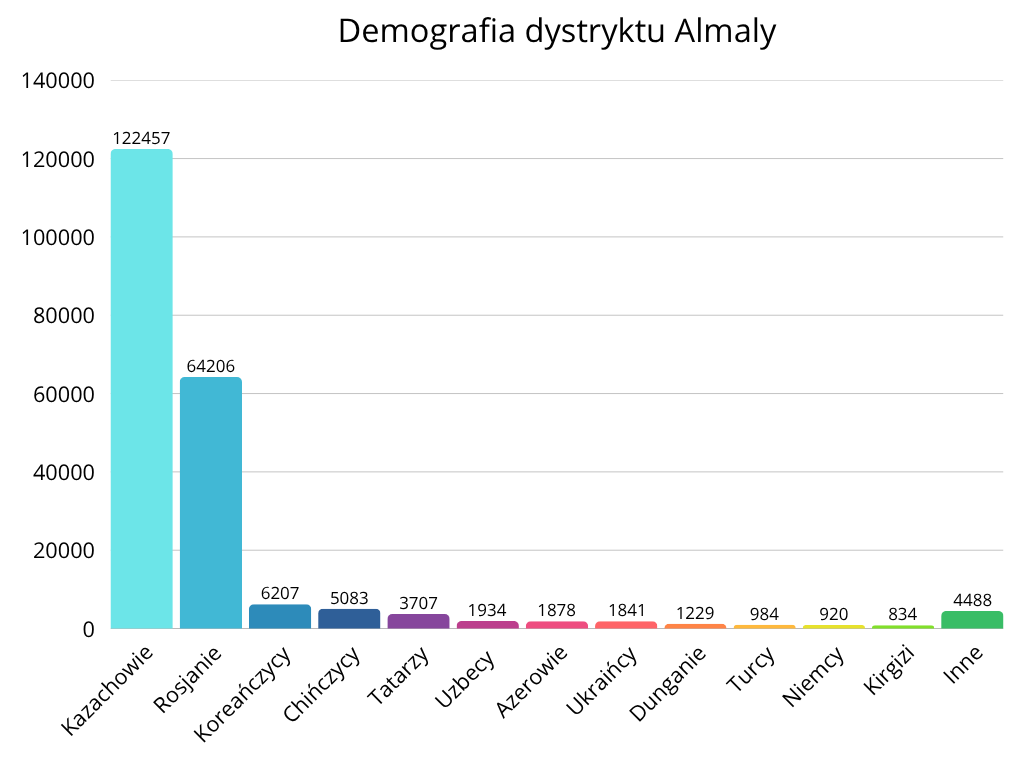
Demografia dystryktu Ałmały (2019)